# Kiszel János
Kiszel János (Budapest, 1928. január 11. – Budapest, 1991. szeptember 16.) magyar orvosprofesszor, a magyarországi újszülöttgyógyászat és születés körüli intenzív orvoslás úttörője. Kiszel Tünde és Kiszel Csilla édesapja.

## Pályája

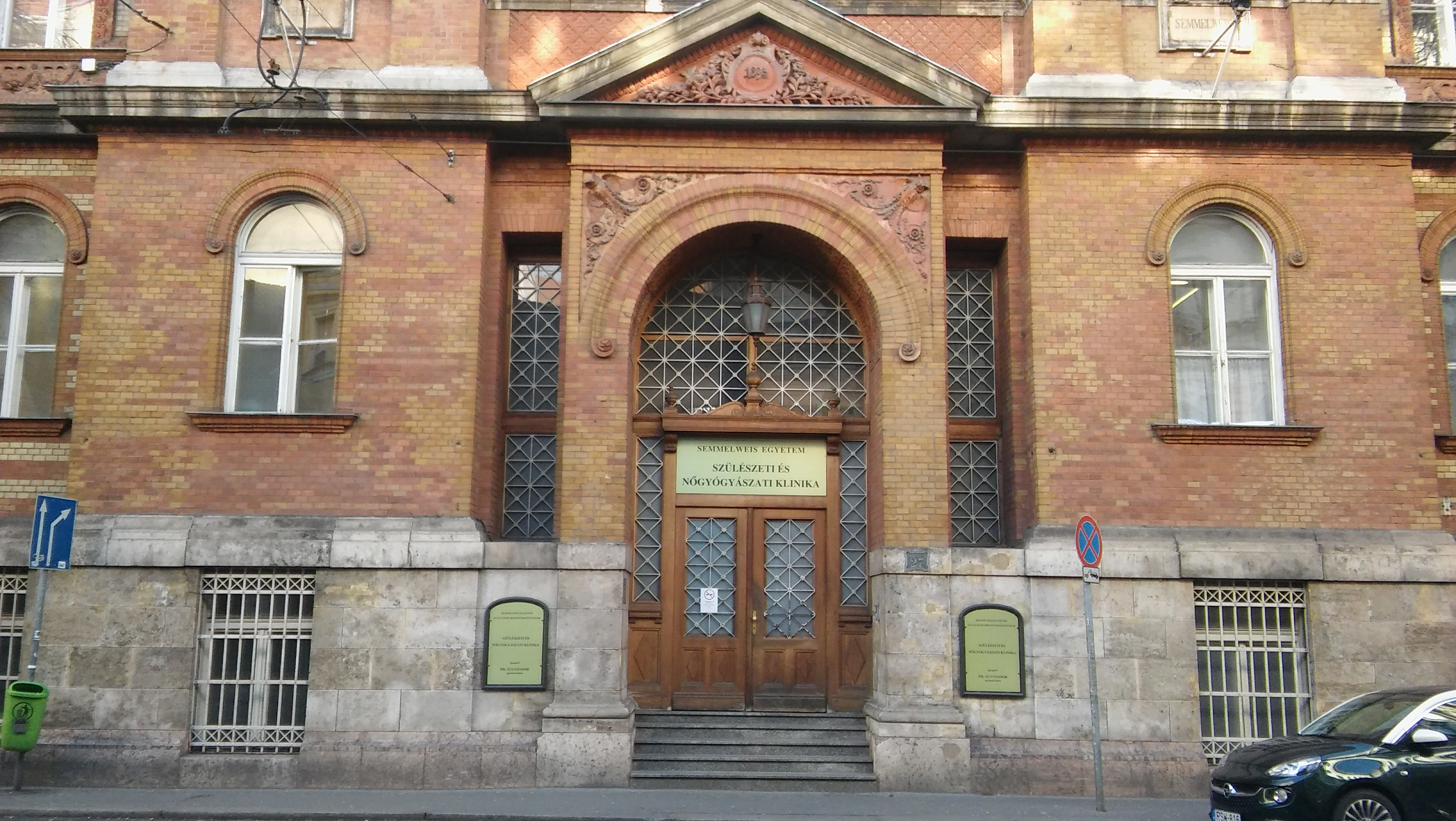
Semmelweis Egyetem I. számú Szülészeti és Nőgyógyászati Klinika

A Budapesti Orvosi Egyetem elvégzése után, 1952-től aboratóriumi szakorvosként dolgozott, majd 1956-tól a Tűzoltó Utcai Gyermekklinika gyermekszakorvosa lett. Konziliáriusként együttműködött a Baross utcai Szülészeti és Nőgyógyászati Klinika személyzetével, ahová meghívták állandó munkatársnak, 1960-ban szülészet-nőgyógyászatból is szakvizsgázott, és kitartó céltudatossággal meg elszántsággal Csömör Sándor igazgató-professzor irányítása alatt felépítette a klinika újszülöttosztályát. Az ifjú szülészorvosok csoportjával összefogva korszerű szülőszobai magzatészlelést és a tetszhalálban születettek újraélesztését. 1970-től megindult a légzészavarban szenvedő újszülöttek és koraszülöttek lélegeztetése, és 1974-re már tíz intenzív újszülöttágy működött a klinikán. Svédországban és az Egyesült Királyságban tanulmányúton vett részt, s megismerve az akkori legmodernebb elveket és módszereket, késedelem nélkül bevezette őket az intenzív újszülöttellátás hazai gyakorlatába.
A születés körüli halálozási szám csökkentésében élen járt volt. Adjunktusként 1976-ban az első három hazai perinatális intenzív centrum egyikét klinikai osztályán létrehozta. 1980-ban professzori kinevezést kapott. Növekvő tudományos és szakmai tekintélye mellett mindvégig megőrizte szerénységét.
Keze alatt dolgozott az egyetem előtt dr. Zacher Gábor, akinek életre szóló mintát adott emberségből, elhivatottságból.
63 éves korában tragikus hirtelenséggel érte a halál. Posztumusz megkapta az orvostudományok doktora címet.

## Emlékezete
- 2008. január 11-én, születésének 80. évfordulóján felavatták Magyari Balázs bronz domborműportréját a Tűzoltó utcai központi egyetemi épület aulájában.
- „Nyolcvan éve született dr. Kiszel János, a hazai neonatológia kiemelkedő alakja” címmel – megemlékezés a Semmelweis Egyetem, IX. évfolyam 1. szám, 2008. február 19-én. www.ujsag.sote.hu
- Halálának 15. évfordulóján a Baross utcai női klinika  márvány síremléket állíttatott neki 2016. szeptember 16-án.
- A klinika a Baross utcai szülészeti esték elnevezésű rendezvénysorozat részeként szeptember 21-én tudományos visszaemlékezést tartott a Kiszel professzor által alapított intenzív osztály elmúlt 30 éves teljesítményéről. Az est második részében Rost Andrea operaénekes énekelt.